# Herwen

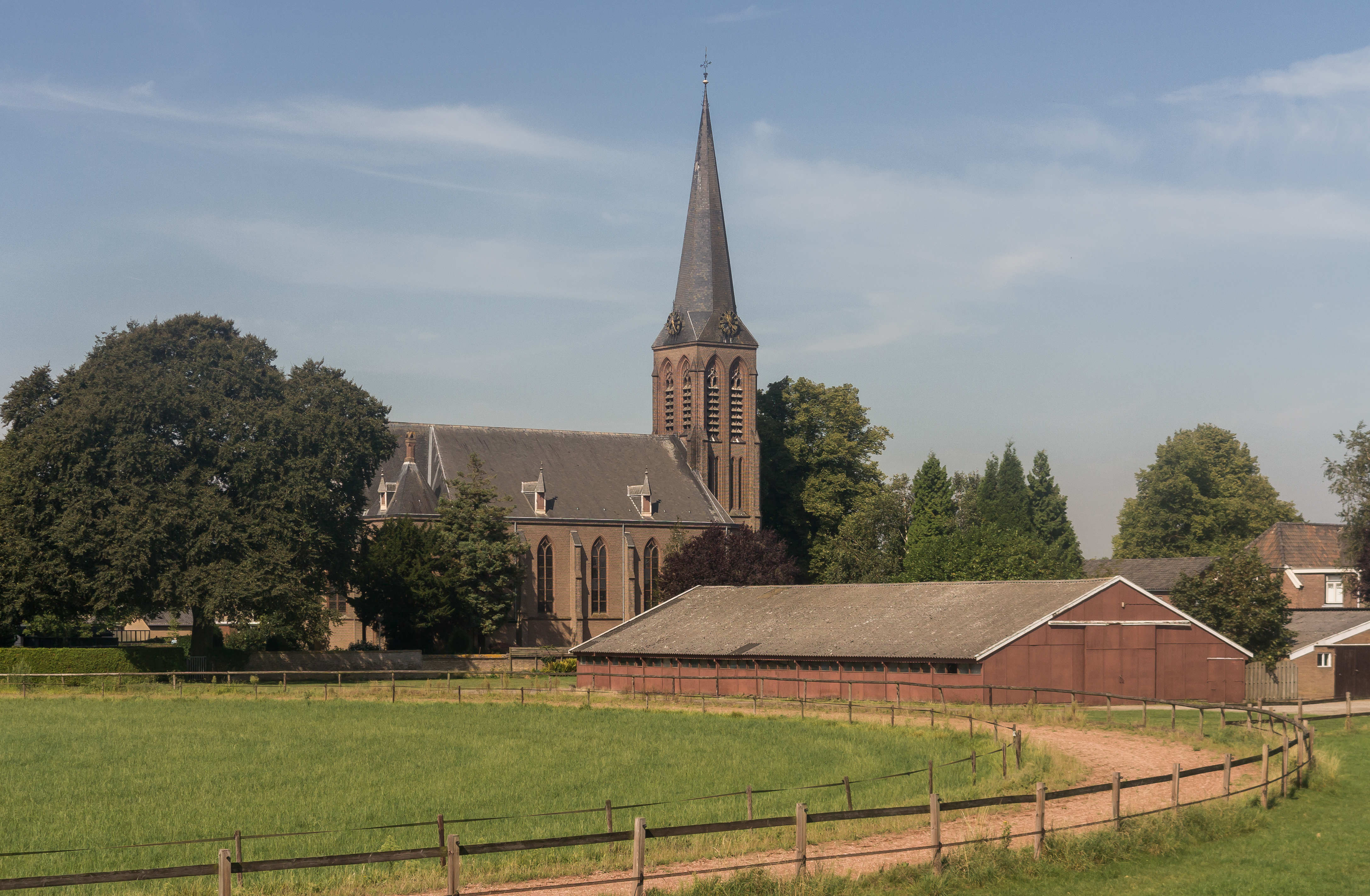
Herwen, l'église: l'église Saint-Martin (ou Sint Martinuskerk.

Herwen est un village situé dans la commune néerlandaise de Zevenaar, dans la province de Gueldre.

## Histoire
Le village actuel est le deuxième lieu portant ce nom. Le premier a été détruit lors d'une inondation en 1764. Selon les sources, il est mentionné pour la première fois au Ier siècle portant le nom de Carvio ad Molem ou bien plus tard, en 870. Son étymologie n'est pas précise. Bien avant notre ère, le lieu était habité. En 12 av. J.-C., une forteresse romaine, Carvium, fut construite par les soldats de Drusus. La tombe d'un soldat romain Marcus Mallius a été mise au jour. En 897, il est connu comme Harauua. Herwen se développe le long du Vieux Rhin (nl) près du château Ter Cluse (aujourd'hui Huis Aerdt (nl)). Ce dernier a été construit en 1348 et détruit en 1598. En 1652, un manoir (ou havezate) est élevé à la place de l'ancienne place forte.
Le village englouti se trouve aujourd'hui sous l'eau s'appelle maintenant De Bijland, juste à l'extérieur des digues du nouveau Herwen. Le village était devenu plus vulnérable aux inondations en raison de la création du Canal de Pannerden, qui a été creusé dans le cadre de la Hollandse Waterlinie. Lors de l'inondation de 1764, ce sont principalement des biens et des marchandises qui ont été perdus. La plupart des résidents avaient l'habitude de se mettre en sécurité,.
L'église catholique Saint-Martin a été construite entre 1904 et 1905 en remplacement de celle dressée en 1818. En 1840, Herwen comptait 654 habitants.
Herwen est restée une municipalité indépendante jusqu'en 1818, moment où il fut décidé de séparer celle-ci entre la nouvelle municipalité d'Herwen en Aerdt et celle de Pannerden.

### Découverte exceptionnelle
Un temple de l'époque romaine, mesurant 22 m par 22 dont les murs sont peints de couleurs vives et l'ensemble couvert d'un toit en tuile, dédié à Hercule Magusanus (en) a été récemment mis au jour. Son état de conservation et l'importance de son emprise rendent cette découverte exceptionnelle. En raison de ce caractère très particulier, les recherches vont se poursuivre avant une étude de l'ensemble du matériel retrouvé soit environ 30 000 objets,. La présence d'autels situés tout autour du temple semble indiquer que d'autres divinités étaient également vénérées tel que Mercure, le dieu Sérapis et des déesses celtiques. 

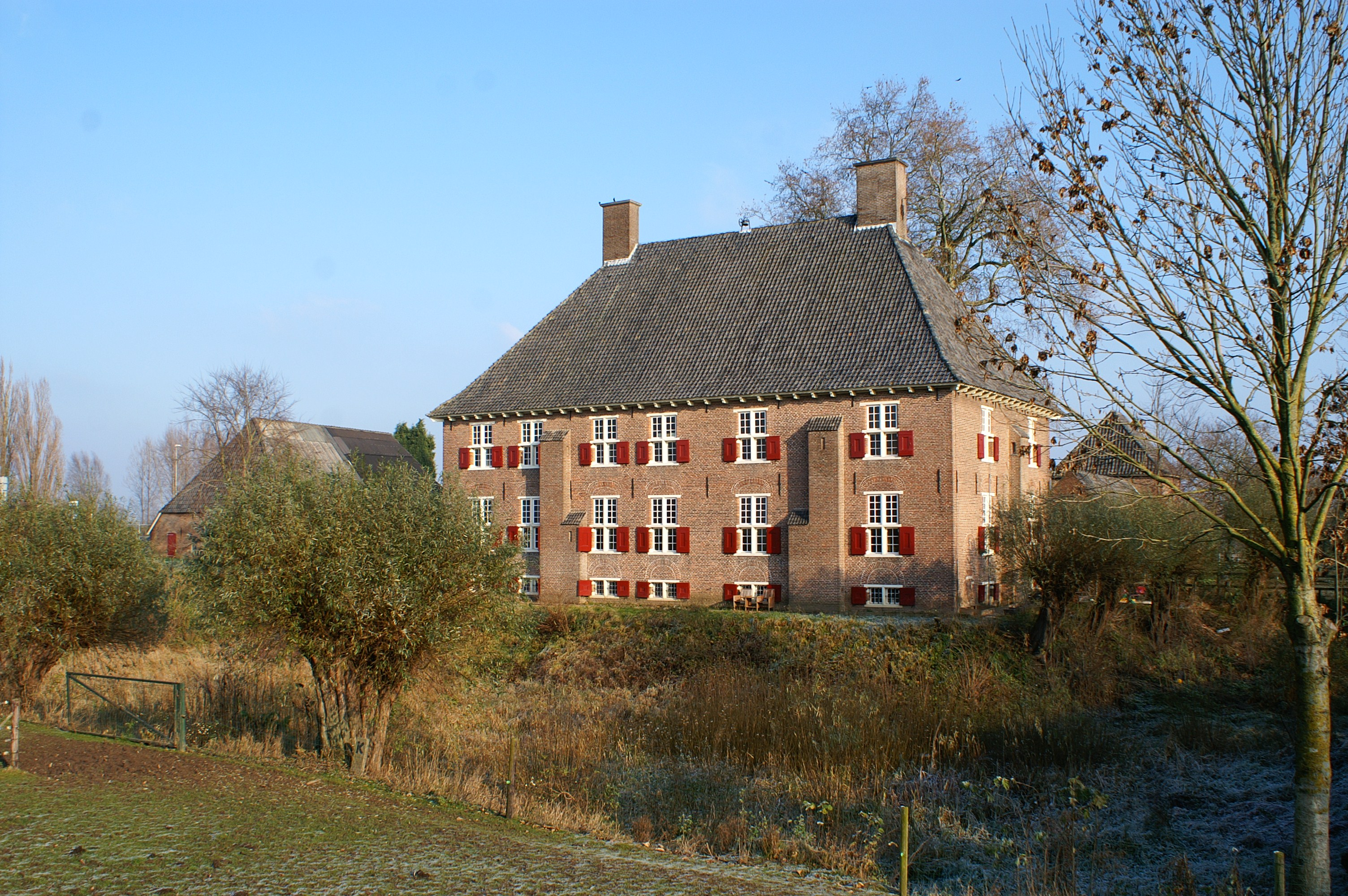
Le manoir Aerdt ou Huis Aerdt.
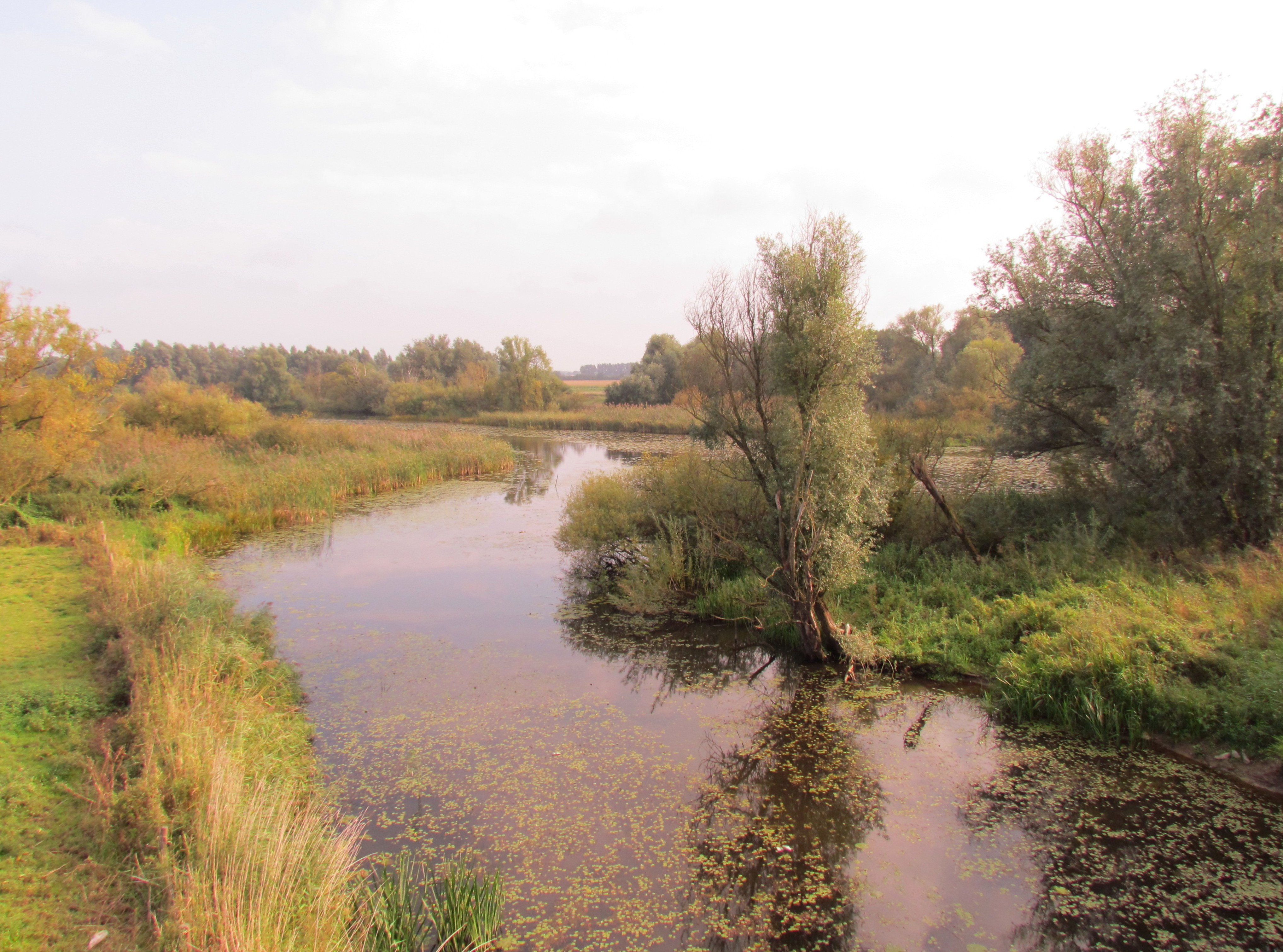
Le Vieux Rhin près d'Herwen.

## Personnalités liées à Herwen
- Godefridus van Hugenpoth tot Aerdt (1743-1819), homme politique